# 東甲北極殿
東甲北極殿，俗稱東甲宮，舊稱真武殿、上帝廟，主祀北極真武上帝，澎湖四大古廟之一，和南甲海靈殿、北甲北辰宮並列馬公市區三大甲頭廟之一，更是唯一見載於清代地方志之中的甲頭廟（角頭廟）。
北極殿位於媽宮社之東南（今馬公市啟明里），清朝末年此區屬於媽宮東甲，是以當地人慣稱北極殿為「東甲宮」為多。

## 沿革
實際建廟時間不詳，一說明朝末年、一說是康熙廿九年（1690年），志書中有紀錄於清乾隆、嘉慶年間便有可考之捐修紀錄。根據廟內昭和年間改建碑文紀載，廟內祀有真武上帝與準提菩薩，而在遭逢兵燹與時疫之際溫王曾顯現過靈蹟。光緒元年（1875年），當地仕紳感念於此，又見北極殿殘破，武庠生高其華（後出任澎湖水師協左營千總）、舉人鄭步蟾與郭鶚翔再度鳩資重建。
昭和二年（1927年），當時董事以舊有規制狹小，乃增建川亭、鐘鼓樓於殿內立碑謹記。大正十年（1921年）受「一新社」影響，開辦鸞堂「聿新社寶善堂」。民國58年（1969年），北極殿降壇神諭指示，澎湖三官殿由是開辦鸞堂「自新社三善堂」。
惟二次世界大戰期間，盟軍轟炸媽宮，北極殿廟身嚴重受損，澎湖鴻儒吳爾聰（1872年－1956年）見狀不忍，曾作詩云：「毒彈汝亦太無情，北極神宮一聲平。今日我來觀實跡，傷心老眼淚盈盈。 」
後於1949年再度修建，繼續沿用昭和二年（1927年）擴建的規制，修建落成後卻被國軍進駐，爾後又有多次翻修的記錄。
北極殿因廟舍莊嚴典雅，在2002年被登錄為歷史建築。今日所見北極殿，氣象新穎且色彩鮮豔，但依舊維持古樸舊貌，乃2005年因屋脊漏水嚴重故倡議修建為現今建樣貌，也是澎湖縣政府登錄歷史建築以來，首座以自籌經費完成整修的宮廟。

## 年表
| 公元 | 當地紀年 | 干支 | 主導、勸捐                       | 備註                                         |
| ---- | -------- | ---- | -------------------------------- | -------------------------------------------- |
| 1690 | 康熙29年 | 庚午 | 澎湖水師協左營守備趙廣           | 有疑義                                       |
| 1717 | 康熙56年 | 丁酉 | 左營游擊陳國璸                   | 有疑義                                       |
| 1791 | 乾隆56年 | 辛亥 | 澎湖通判常明、水師黃象新         |                                              |
| 1818 | 嘉慶23年 | 戊寅 | 澎湖通判陞寶、水師莊秉元         |                                              |
| 1875 | 光緒元年 | 乙亥 | 武庠生高其華、舉人鄭步蟾與郭鶚翔 | 非官員主導                                   |
| 1924 | 大正13年 | 甲子 | 里人張純卿等                     | 增建川亭、鐘鼓樓，大木匠師由藍木出任。       |
| 1949 | 民國38年 | 己丑 | 里人郭石頭等                     | 二戰被盟軍炸毀故重修，大木匠師由陳六甲出任。 |
| 2005 | 民國94年 | 乙酉 | 東甲北極宮委員會                 |                                              |
| 2009 | 民國98年 | 己丑 | 東甲北極宮委員會                 | 重修落成                                     |

## 特色

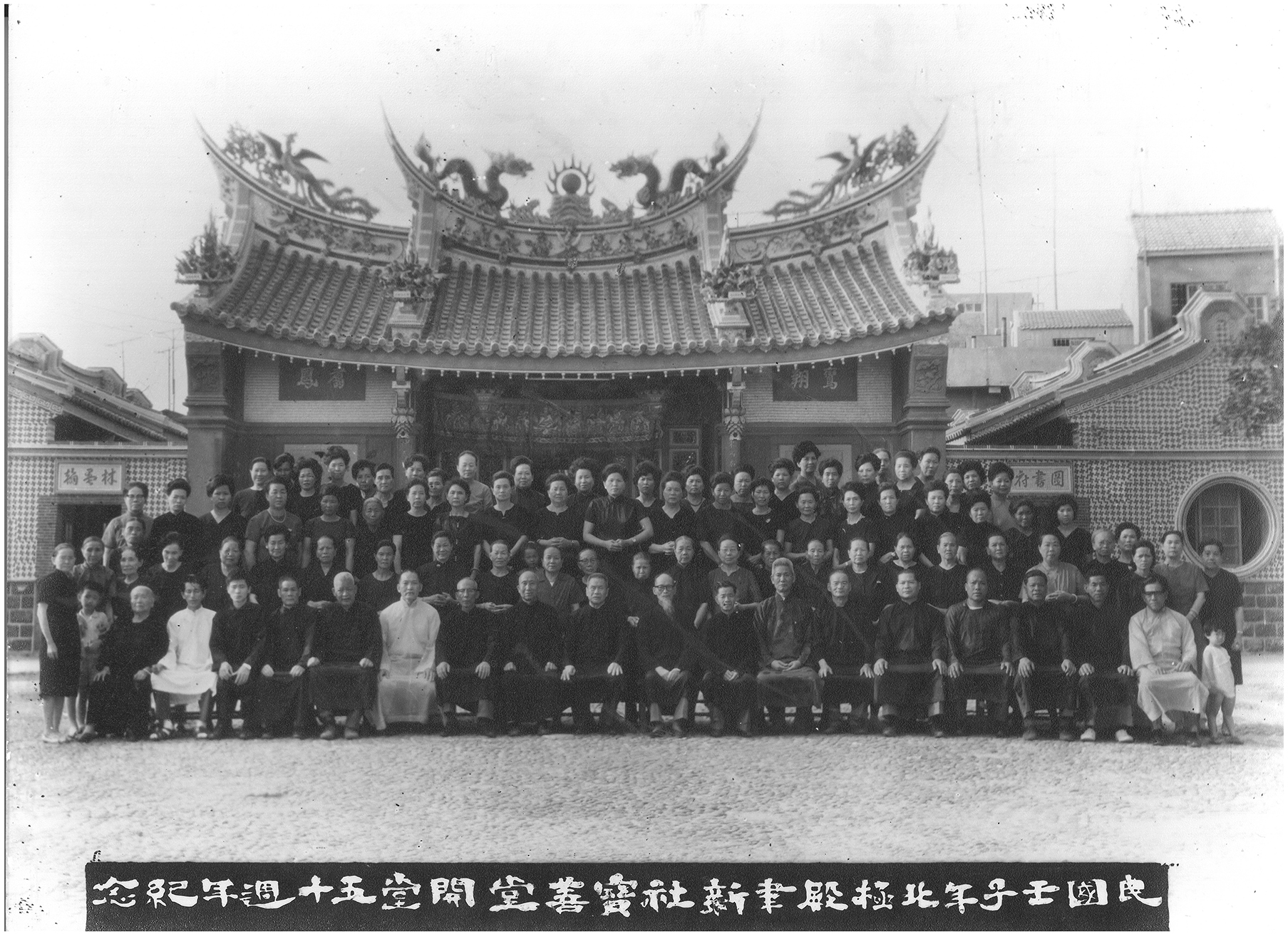
聿新社寶善堂合照（攝於1972年）

清代以降，文人雅士如舉人鄭步蟾、郭鶚翔和官員郭石頭、陳拱照皆多居東甲，該處文風鼎盛，是以有「東甲好筆尾」之稱，與「南甲好櫓尾」、「北甲好龜粿」互為對應。其他諸如高恭、陳材蕊、謝贊或紀雙抱等文人的水墨、書法以及對聯作品亦存於廟宇之內。
山門玄武岩立面上，尚有題「東方呈秀氣，甲第起文人」之對聯，以及1927年高恭「蟹蘭圖」作品，充分展現東甲之文人雅致。
更難能可貴的是，有別於其他市區的甲頭廟（南甲海靈殿與北甲北辰宮），北極殿在改建之後仍然有保留傳統廟宇的建制。 東甲宮內的四尊門神彩繪與二十四節氣宿神咸出於國寶大師黃友謙手筆，而棟架工程則由主持過澎湖天后宮整修的藍木與其弟子陳六甲先後擔當。
內藏「藍木製銅鑄宣爐」，造型作三片蓮瓣狀，刻有「大正壬戌年孟秋鑄」、「炉下弟子藍木敬献」及「辛酉澎湖藍木工場製」等落款，於2018年9月3日經文化部文化資產局公告為「生活及儀禮器物」類別的「古物」。

### 楹聯
光緒元年（1875年）整修工程落成，舉人鄭步蟾、郭鶚翔皆有題贈楹聯予東甲宮，惟可惜已於第二次世界大戰期間，隨廟宇被美軍轟炸而焚毀不存。
```
鄭步蟾
題聯：「天眷西瀛，奚止帡幪東甲。帝尊南面，攸宜樞紐北辰。知府陞銜廣東補用同知里人鄭步蟾敬献」
```

```
郭鶚翔
題聯：「光緒乙亥年季秋之月落成－胡然帝胡然天儼帝天而共凜，美哉輪美哉奐合輪奐以重新。
大挑
教諭庚午科鄉進士里人郭鶚翔敬獻」
```

## 遶境活動
2018年4月7日（農曆二月廿二），為慶祝西衛宸威殿重建落成十五周年與屏東竹田慈后宮結盟六周年（註：屏東竹田慈后宮係於1988年從澎湖天后宮分靈出去的媽祖廟），澎湖地區特別舉辦祈求國泰民安的遶境活動。澎湖公廟臺廈郊水仙宮、馬公城隍廟、澎湖三官殿、澎湖天后宮、澎湖觀音亭，或者各地角頭廟如光榮里靈光殿、重光威靈殿、將軍永安宮、中屯永安宮，媽宮三甲的東甲北極殿、南甲海靈殿與北甲北辰宮，甚至分靈至高雄吉貝武聖殿、高雄西衛宸威殿皆來澎共襄盛舉。

## 碑文
北極殿立於昭和二年（1927年）之碑文。
蓋文肅肅者廟敬之誠 雍雍者宮崇之至 將見宮得神即以著靈顯 神非廟無以壯膽 觀神也廟也之豈可忽战溯

本殿建自何時誌書不詳無可考焉據諸父老相傳云為有明旅澎先民所建若然距今四百有餘年誠吾澎一古廟也主神祀真武大帝後增祀準提菩薩及溫王 兵燹時疫之際輒著靈跡遐邇咸帡幪焉有清光緒乙亥年董事里人武庠生高其華與舉人鄭步蟾郭鶚翔等鳩資重建迄今五十餘載迭遭兵燹及風雨漂削寖形頹圯甲子年夏我民爰議改建之事各自慨捐巨款計得金一萬餘圓此雖民樂趨義舉實則神恩奕世淪浹之深有以使然也于越年丁卯年春興工改建因舊制稍狹議拓而廣之由是改舊址築新基加川亭增前進建鐘鼓樓及兩偏掖庭塑神像制廟器無不煥然一新是歲葭冬完峻計費貳萬有奇其不敷者以所積公項及民丁緣金各千餘圓充之餘即由諸董事湊填事乃克濟爰書其梗概泐石以不朽
 — 昭和丁卯年季冬之月吉旦改建事立石

## 圖輯

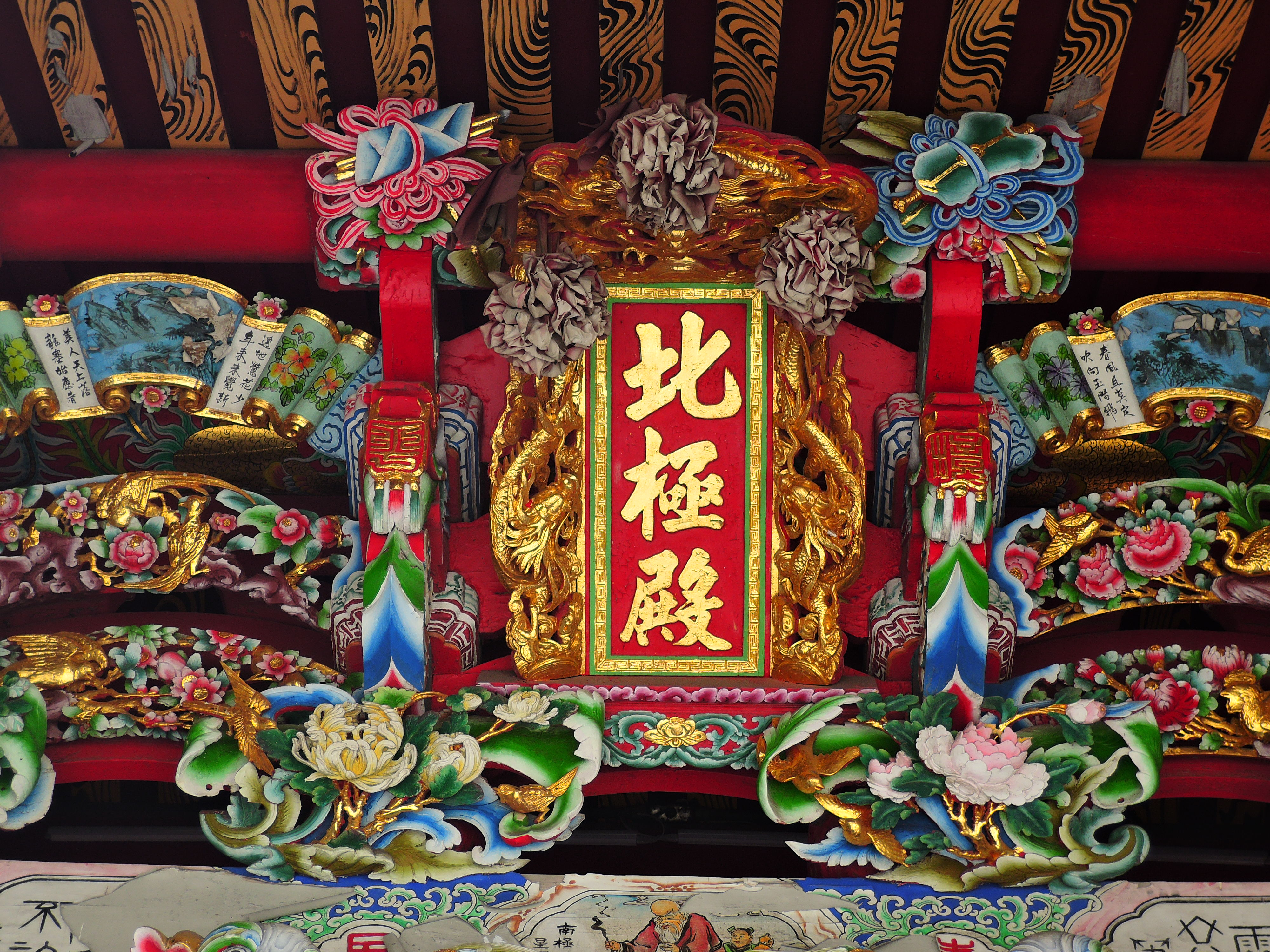
聖旨牌
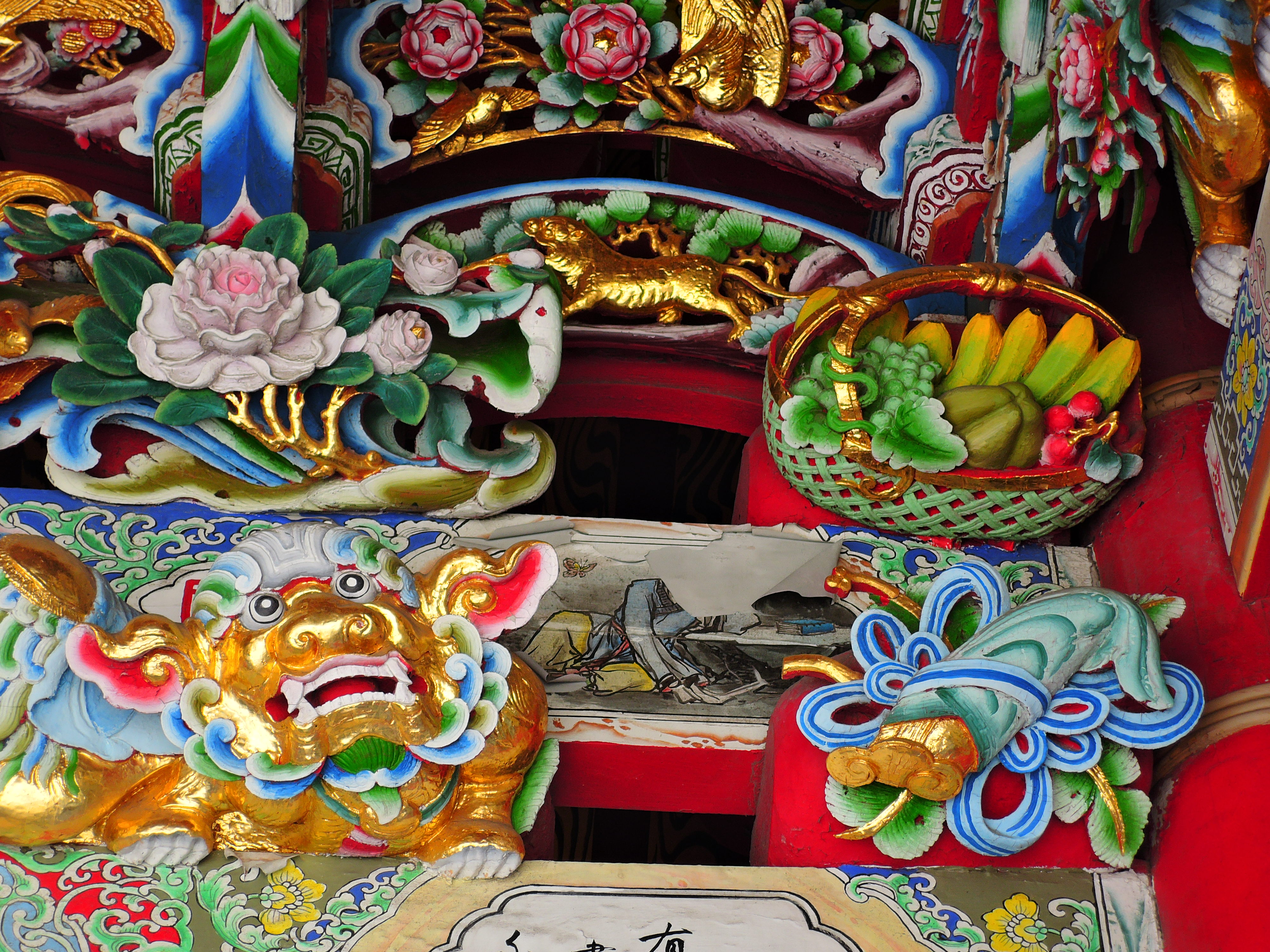
斗座（香蕉）
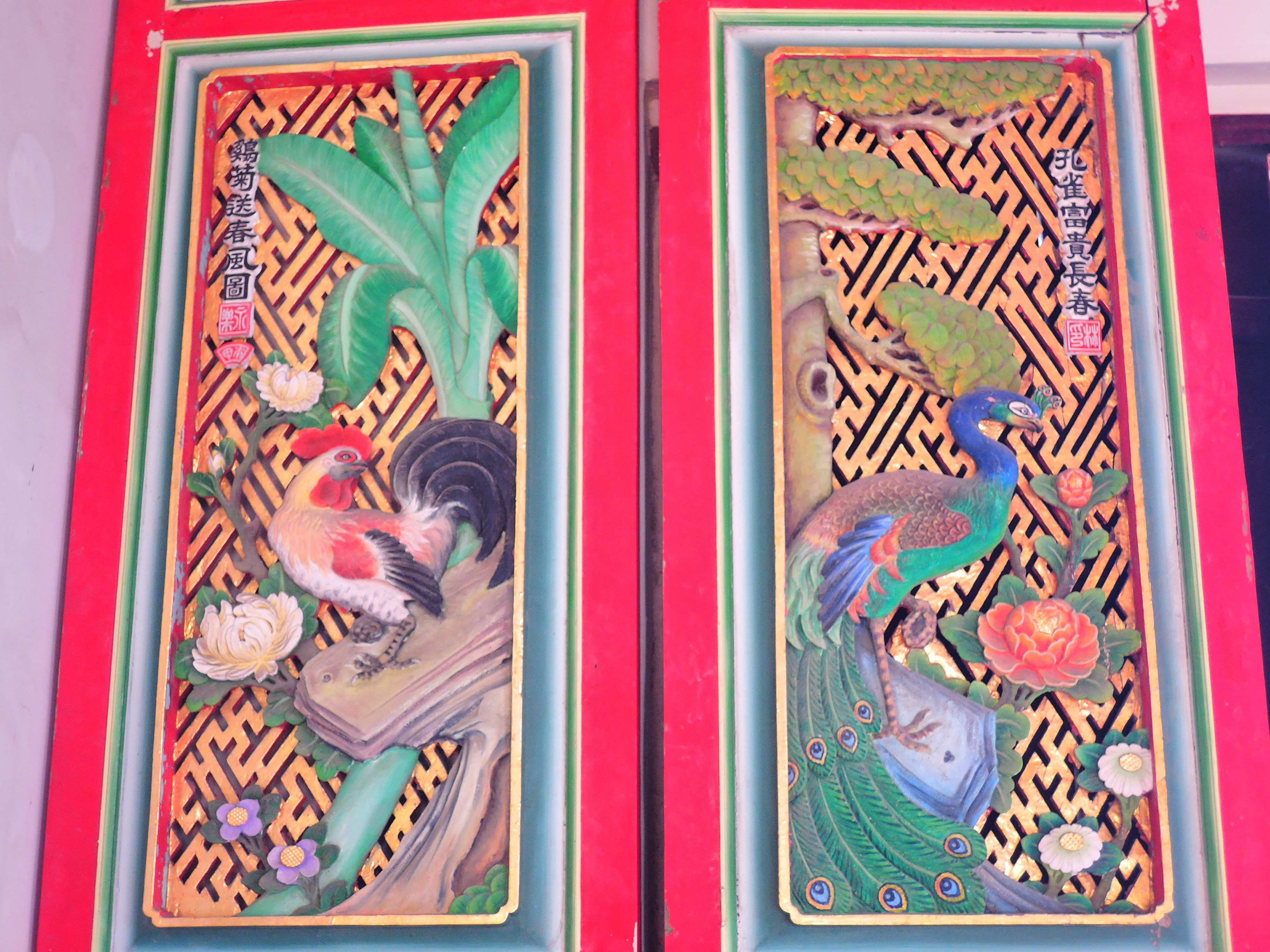
四季花鳥屏門
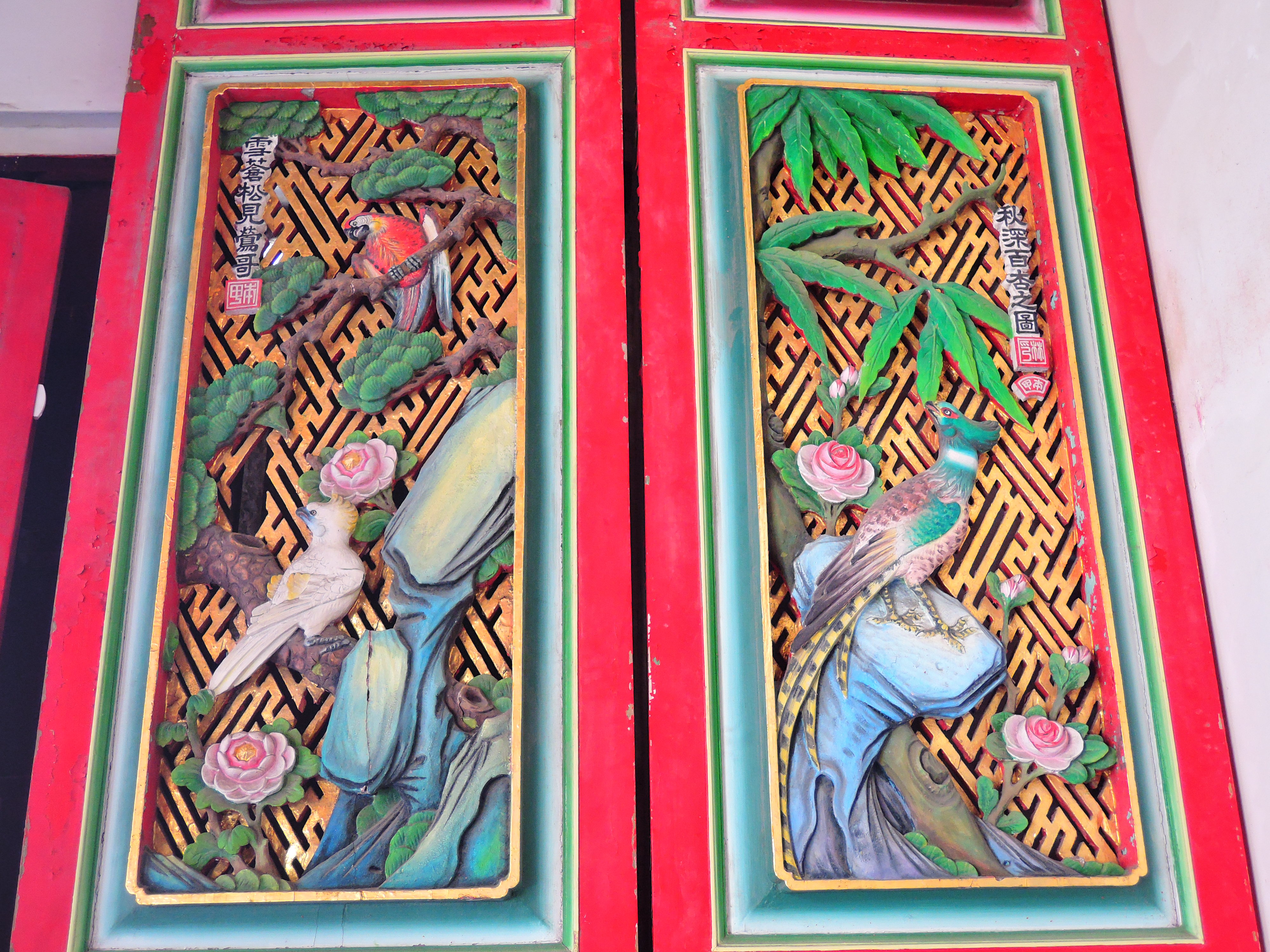
四季花鳥屏門
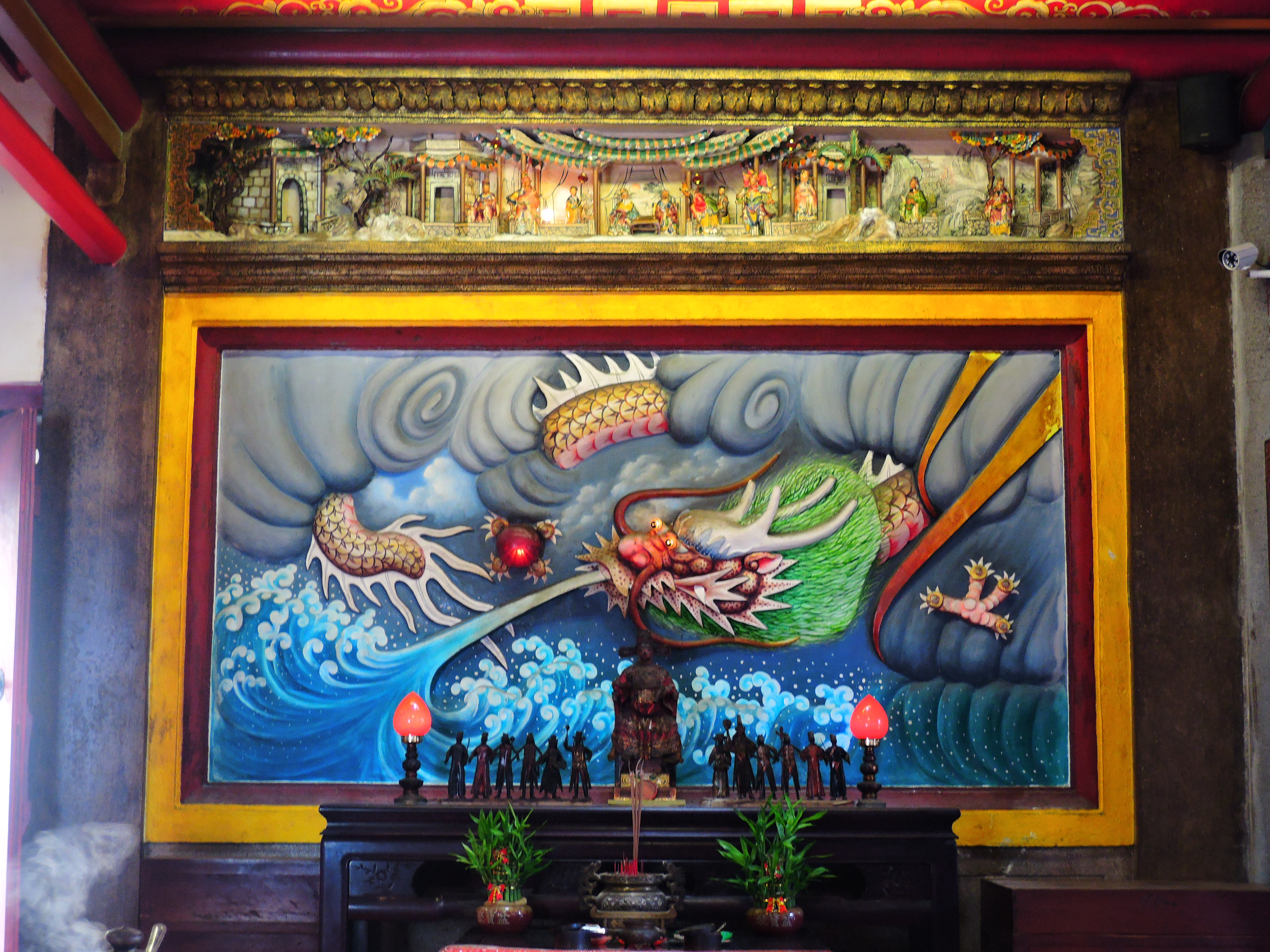
正殿（龍邊雕繪）
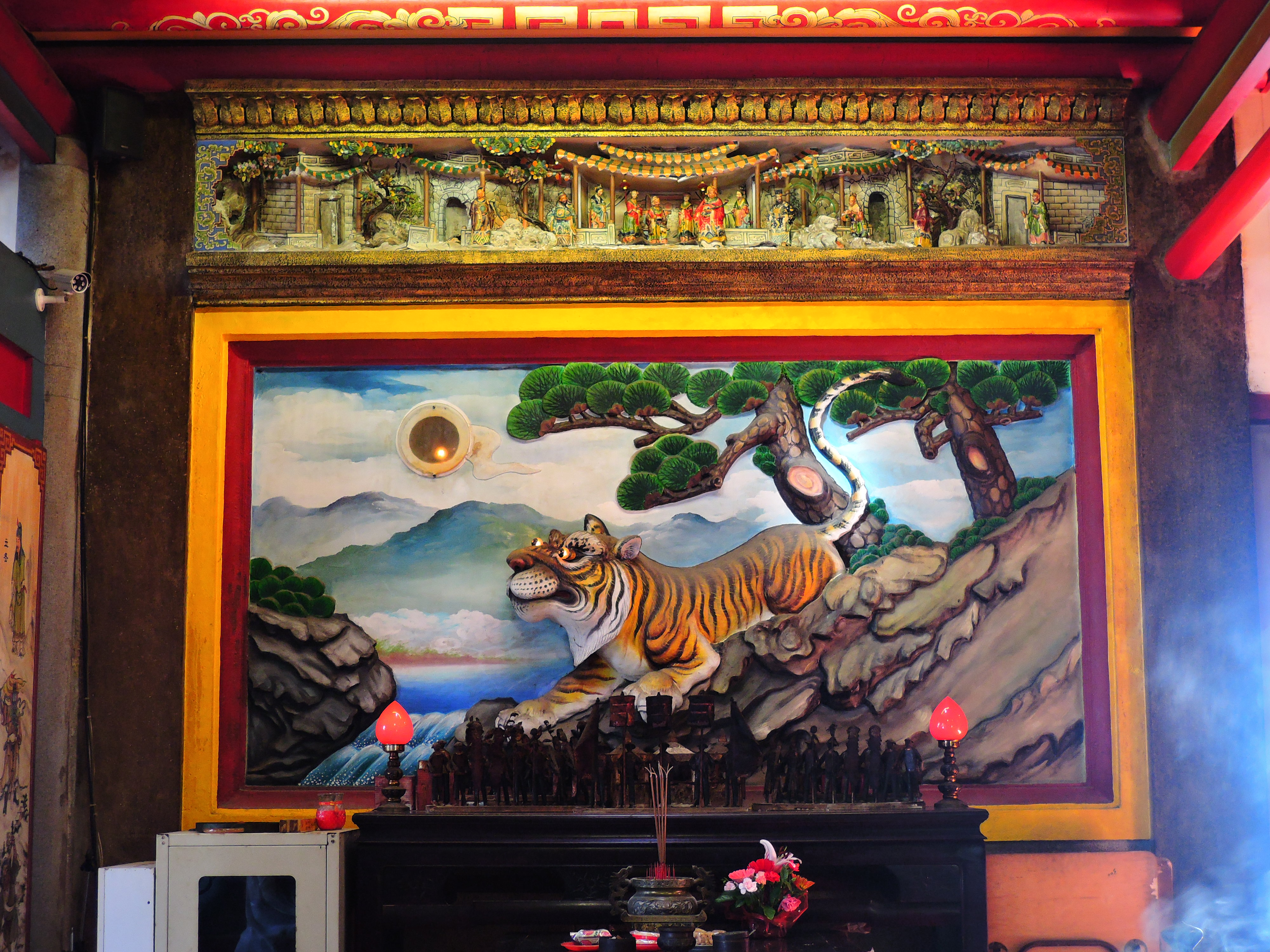
正殿（虎邊雕繪）
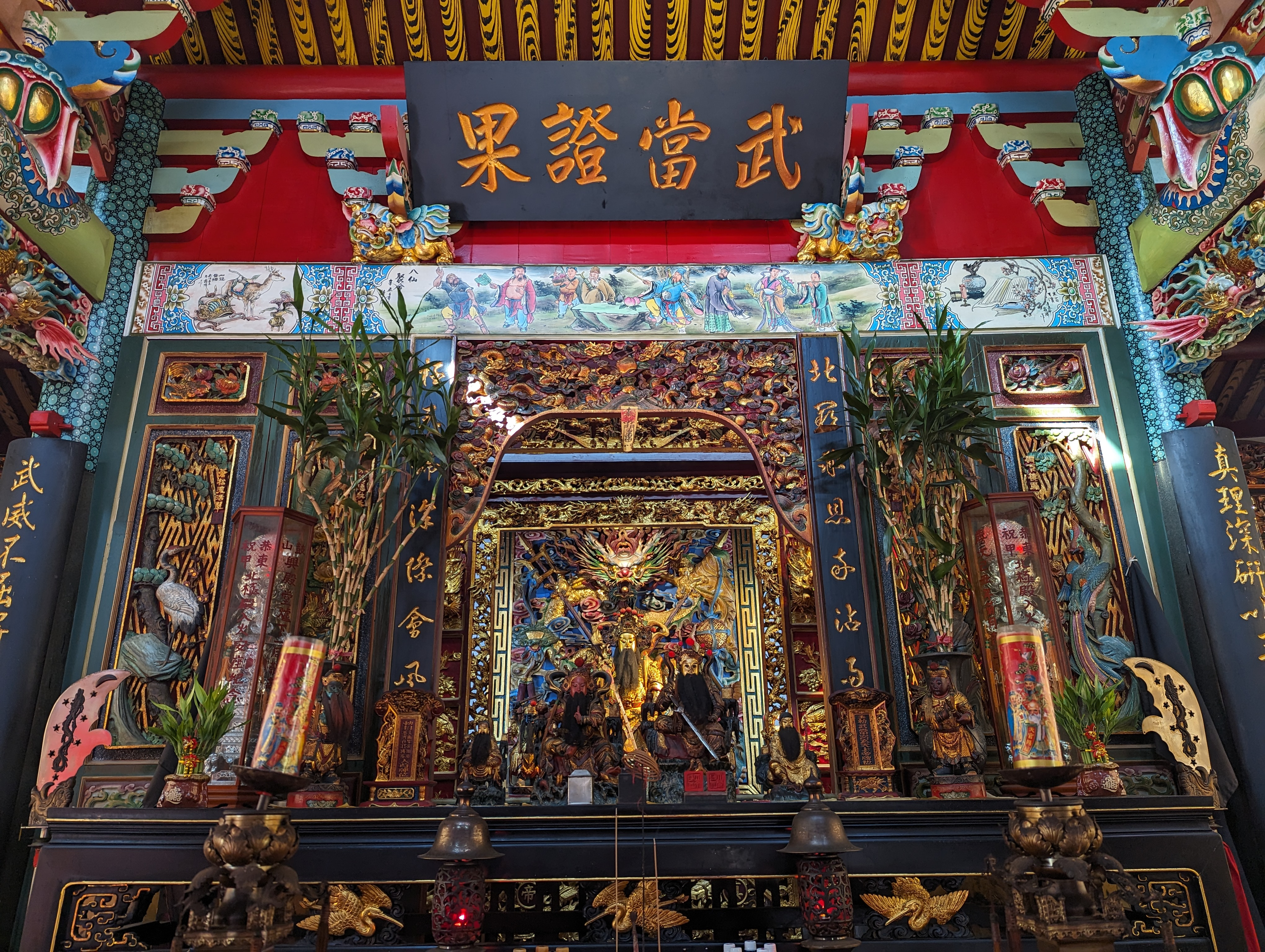
正殿神龕
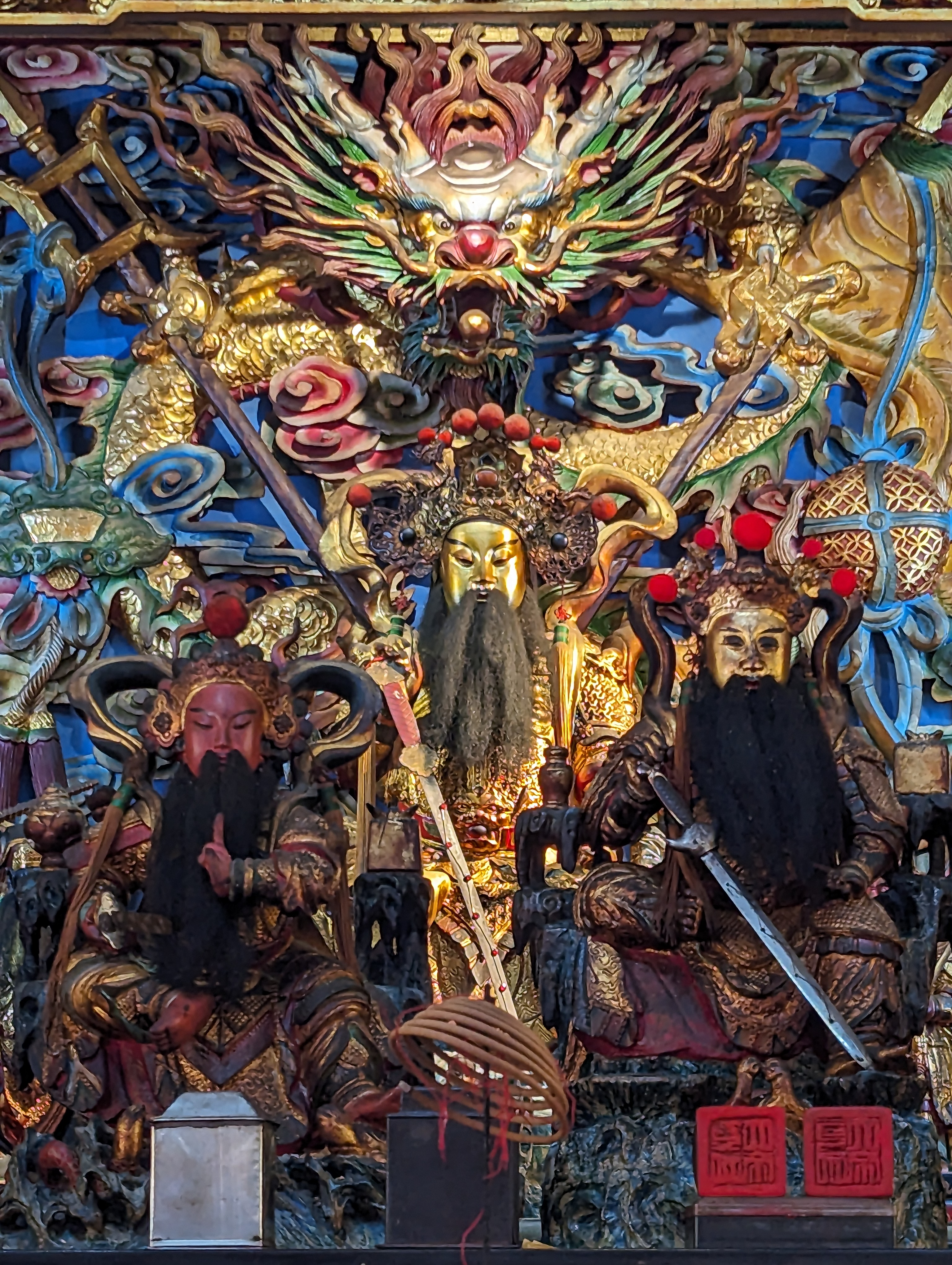
正殿神明像
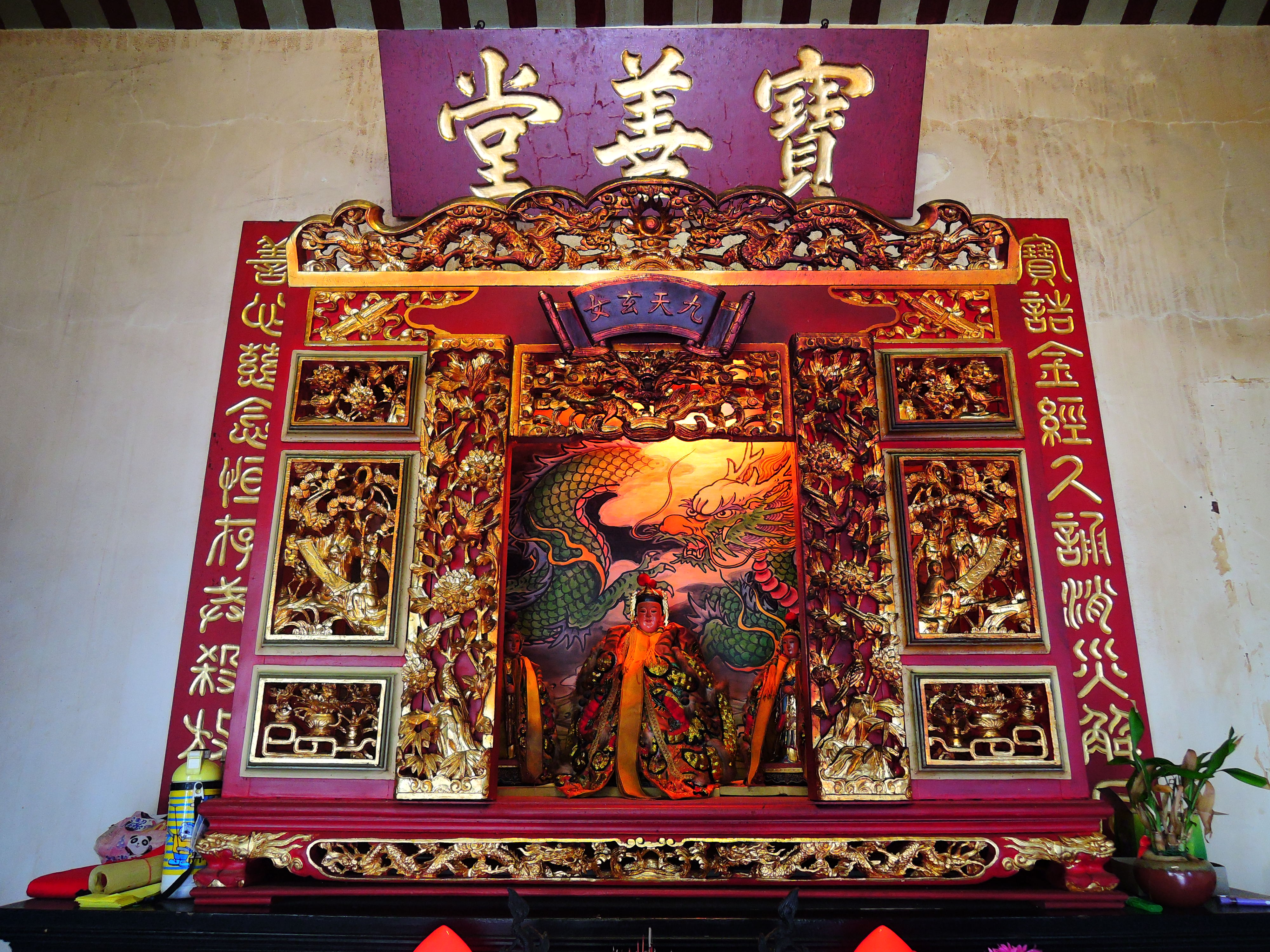
東廂房（九天玄女）
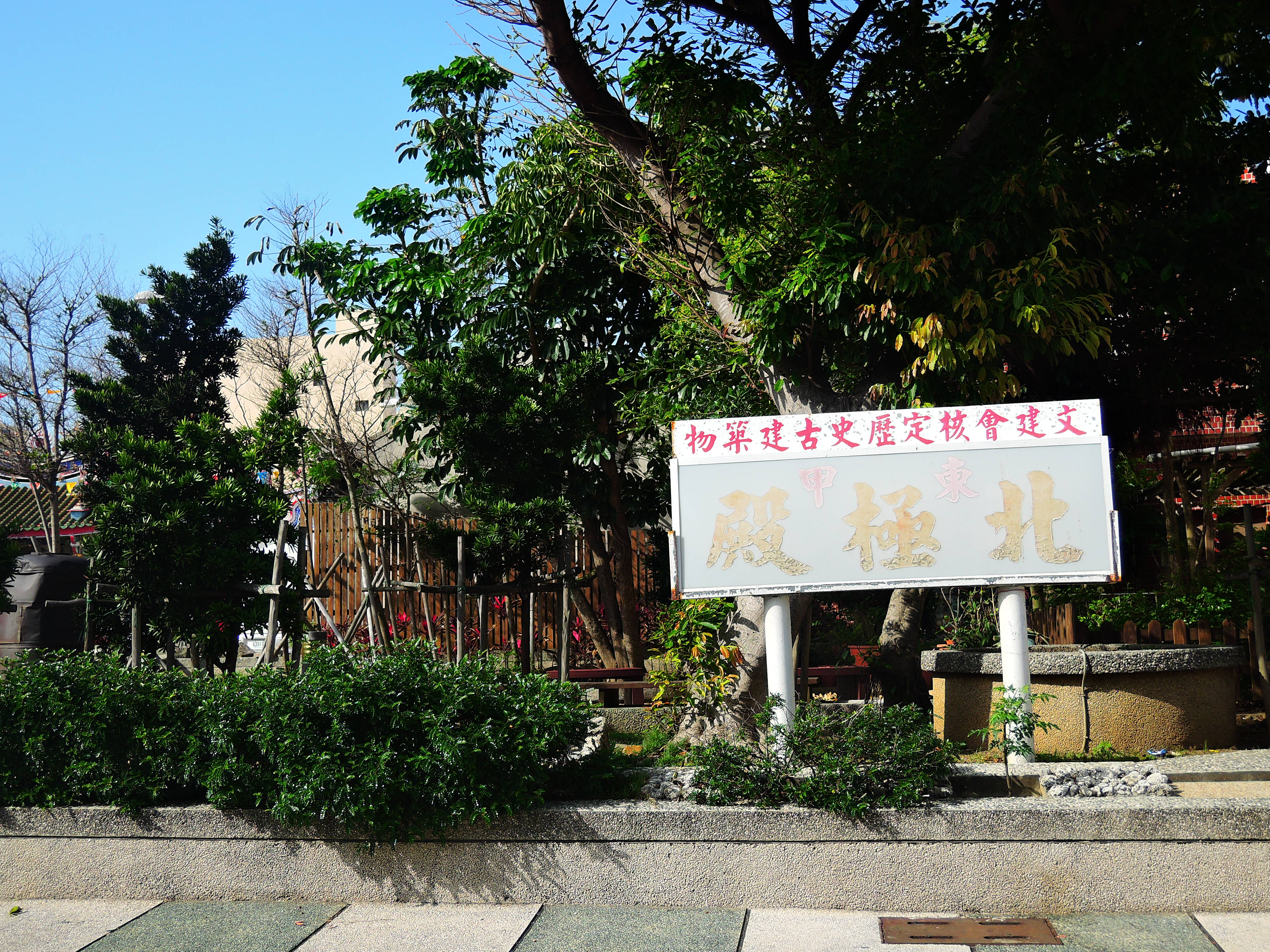
廟埕廣場
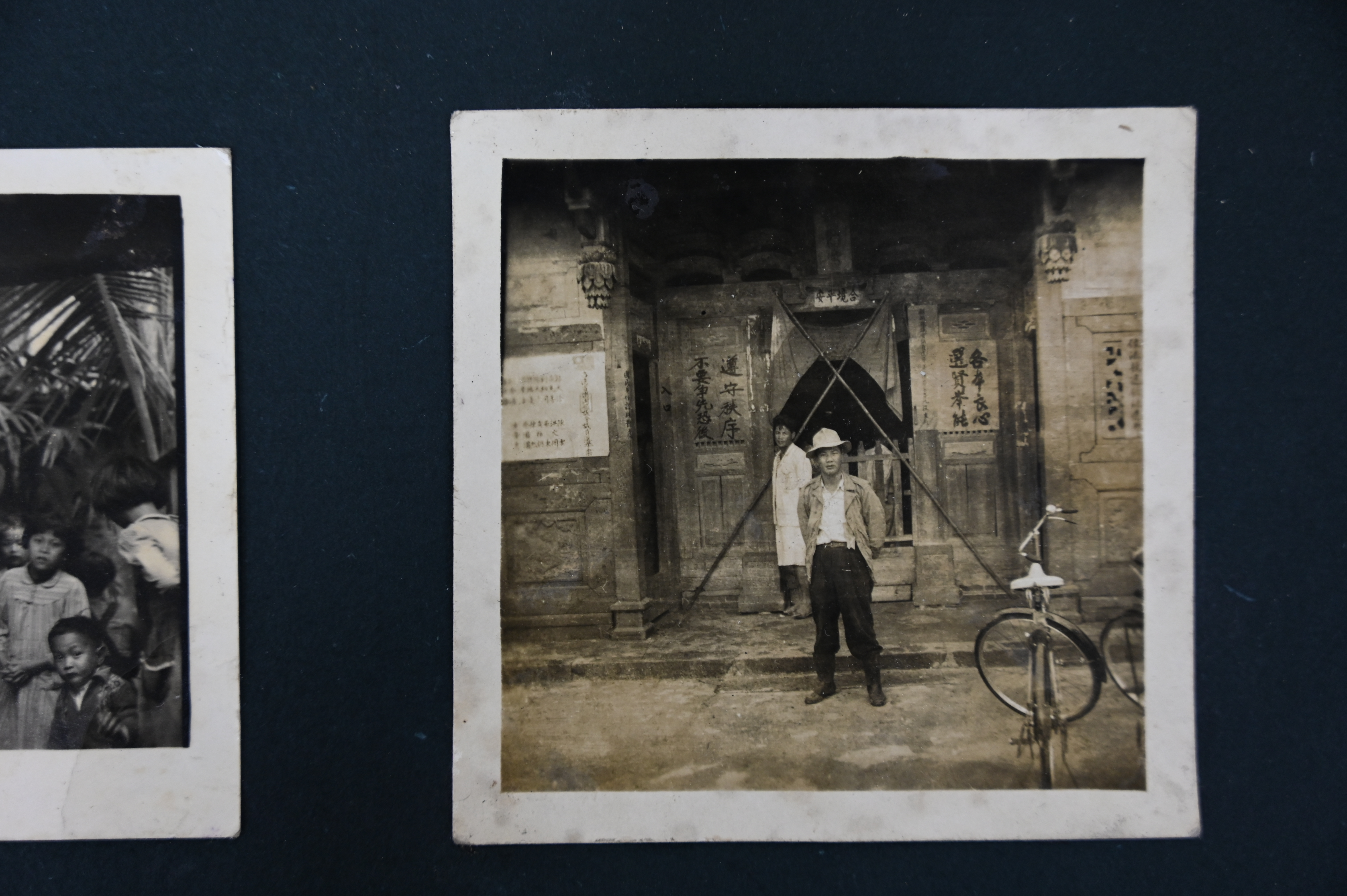
曾做為投票場所的東甲宮

## 外部連結
- 東甲北極殿的Facebook專頁
- 高恭 （页面存档备份，存于）

23°33′54″N 119°34′03″E / 23.564902°N 119.567500°E